# L'Empire disparu
Pour plus de détails, voir Fiche technique et Distribution.
L'Empire disparu (Исчезнувшая империя) est un film russe réalisé par Karen Chakhnazarov, sorti en 2008,.

## Synopsis
Le film décrit les déboires sentimentales d'un étudiant durant la fin de l'Union Soviétique.

## Fiche technique
- Photographie : Chandor Berkechi
- Musique : Konstantin Chevelev
- Décors : Lioudmila Kousakova, Alla Oleneva, Svetlana Titova
- Montage : Irina Kojemiakina